# McEwensville
McEwensville est un borough situé au nord du comté de Northumberland, en Pennsylvanie, aux États-Unis,. En 2010, il comptait une population de 279 habitants, estimée au 1er juillet 2020 à 291 habitants. Le borough est incorporé le 7 novembre 1857.

## Démographie
Lors du recensement de 2010, le borough comptait une population de 279 habitants. Elle est estimée, en 2020, à 291 habitants.

### Source de la traduction
- (en) Cet article est partiellement ou en totalité issu de l’article de Wikipédia en anglais intitulé « McEwensville, Pennsylvania » (voir la liste des auteurs).